# 瑞华公寓
瑞华公寓原名赛华公寓（英語：Savoy Apartment House），是位于上海市徐汇区常熟路209弄1-4号的一幢9层历史公寓住宅，处于常熟路、延庆路路口东南角，毗邻原为恩派亚大厦的淮海大楼。

## 历史
公寓所处的地块原为上海西郊的农田。1910年，法租界公董局越界辟筑宝昌路（今淮海中路），次年又辟筑善钟路（今常熟路），使得这两条路周边迅速成为新兴的待开发地区，大量公寓和花园住宅被兴建。公寓建于1928年，由法商营造公司（英語：Minutti & Co.）设计，初名赛华公寓。落成后，建筑由义品洋行（法語：Credit Foncier d’Extreme-Orient）管理。中华人民共和国建国后，公寓即更名为瑞华公寓至今。在20世纪80年代以前，主要由老干部居住。目前公寓底层沿街开店，二层以上为公寓住宅。1994年，公寓被列为第二批上海市优秀历史建筑。2003年，公寓又被列入徐汇区登记不可移动文物名单。

## 建筑设计

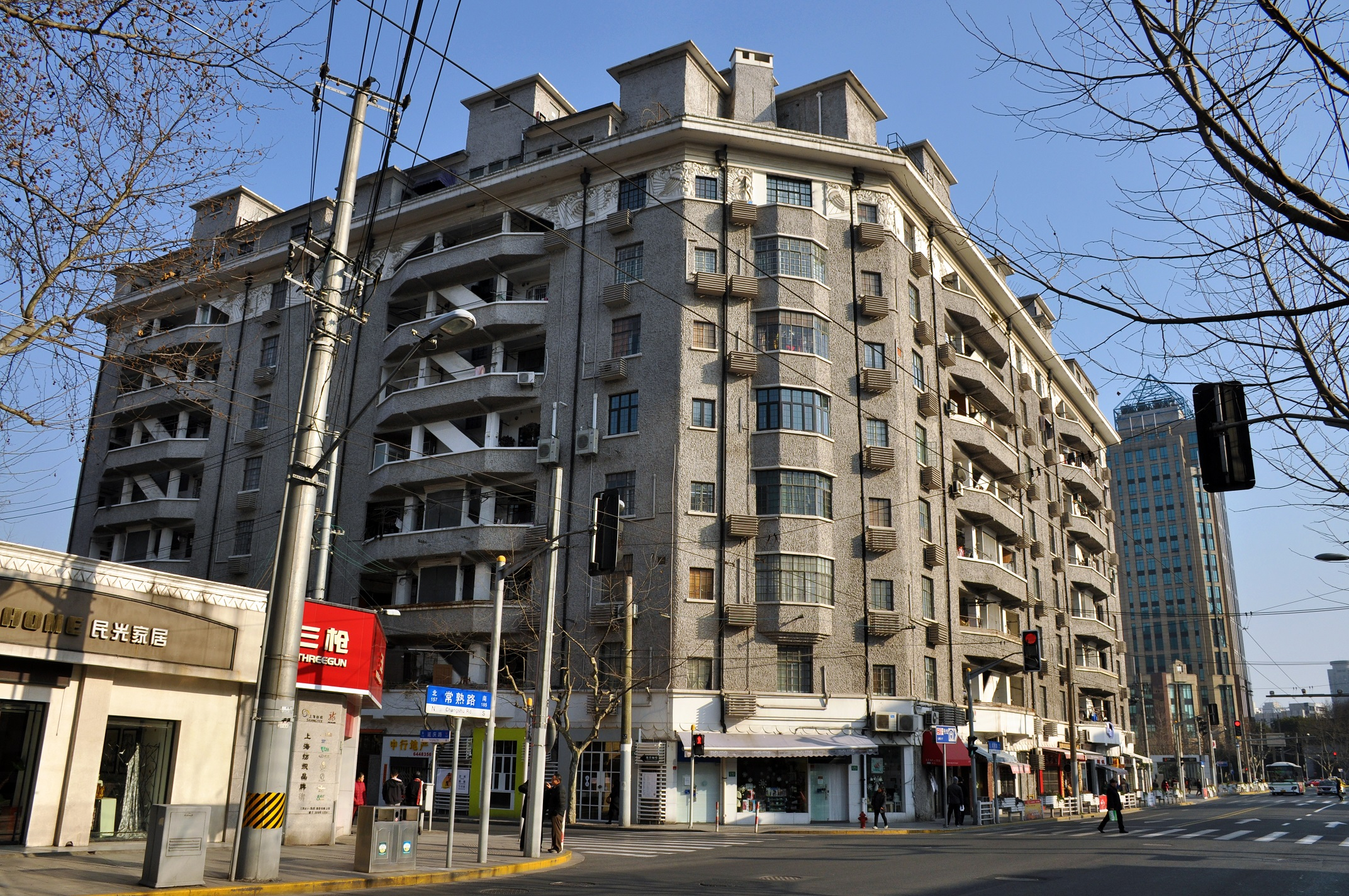
赛华公寓西北立面

### 结构与布局
瑞华公寓占地面积4223平方米，建筑面积1.16万平方米，是一幢9层钢筋混凝土结构的建筑。该公寓为“周边型”公寓，沿道路转角布置，建筑平面呈L形。公寓内侧建有两层车库，车库与公寓之间设有绿化。

### 外观设计
瑞华公寓采用现代风格和装饰艺术风格相结合的设计。其沿街立面造型简洁，材质为灰色拉毛水泥，以转角处为中轴呈两侧对称。立面两翼均设置两排敞露式的楼梯间，其下的墙面向外突出，这样形成凹凸对比，使得立面更富有层次感。公寓屋面下设有白色水平挑檐，挑檐下做出几何图案。其一二层之间亦有白色的几何图案的装饰。这些图案具有明显的装饰艺术特征。

### 内部设计
公寓主入口位于其内侧，但亦设置了四个沿街出入口，以便进出。除了店铺外，公寓底层还设有锅炉房。二层以上为标准层，每层八户，每户均配备了前、后阳台。此外，公寓内还设有四部电梯。